# روبیک منصوری
روبیک منصوری (زادهٔ ۱۹۳۷ – درگذشته ۱۱ اوت ۲۰۰۰) آهنگساز، تنظیم‌کننده موسیقی، تدوین‌گر و صداگذار فیلم ارمنی‌تبار اهل ایران بود. شهرت او بیشتر در زمینه موسیقی فیلم و صداگذاری بر روی فیلم‌ها بود.

## زندگی
روبیک منصوری در ۱۹۳۷ (۱۳۱۶ خورشیدی) در تهران به دنیا آمد وی دانش‌آموخته هنرستان عالی موسیقی و ساز تخصصی‌اش فلوت بود اما وقتی وارد کار سینما شد به رغم اینکه نامش به عنوان سازنده یا انتخاب‌کننده موسیقی متن ثبت می‌شد، رشته تخصصی‌اش را دنبال نکرد.
منصوری از سال ۱۹۵۵ (۱۳۳۴) به پیشنهاد حسن مصیبی و به‌عنوان دستیار وی، به استودیو برنا (سینما تن) که توسط یک آمریکایی به‌نام استفان نایمن اداره می‌شد، رفت و صداگذاری دوبلاژِ فیلم شیطان فراری را (به مدیریت دوبلاژ ضیاء الابصاری) انجام داد. نخستین فیلمی که نام منصوری در عنوان‌بندی آن ثبت شده است طوفان در شهر ما نام دارد. او در این فیلم دستیار سوریک خاچیکیان و هنریک آودیسیان در صداگذاری فیلم بود و در قاصد بهشت (۱۳۳۷) فیلم بعدی خاچیکیان در کنار سوریک و هاکوپ گیورگیز به مقام صدابردار ارتقاء یافت. از آن پس در صدها فیلم نام روبیک منصوری به عنوان صداگذار، میکساژ، افکت، سینکرون ، انتخاب موسیقی متن و… ثبت شده است و فعالیت بی‌وقفه او تا واپسین لحظه‌های مرگش در ۱۱ اوت ۲۰۰۰ (۲۱ مرداد ۱۳۷۹) در سن ۶۲ سالگی ادامه یافت.
منصوری پس از آژیرفیلم فعالیت خود را در استودیوهای ایران فیلم، پارس فیلم، استودیو میثاقیه، شاهین فیلم و استودیو فیلمکار گسترش داد و در صداگذاری فیلم‌های فریاد نیمه شب (ساموئل خاچیکیان ۱۳۴۰) آقای قرن بیستم (سیامک یاسمی ۱۳۴۳) مومیایی (حمید مجتهدی ۱۳۴۵) یوسف و زلیخا (مهدی رئیس فیروز ۱۳۴۷) دنیای آبی (صابر رهبر ۱۳۴۸) قیصر (مسعود کیمیایی ۱۳۴۸) حسن کچل (علی حاتمی ۱۳۴۹) فرار از تله (جلال مقدم ۱۳۵۰) خداحافظ رفیق (امیر نادری ۱۳۵۰) صادق کرده (ناصر تقوایی ۱۳۵۱) پستچی (داریوش مهرجویی ۱۳۵۱) خاک (مسعود کیمیایی ۱۳۵۲) حاجی واشینگتن (علی حاتمی ۱۳۶۱) بایکوت (محسن مخملباف ۱۳۶۵) کال (ابوالفضل جلیلی ۱۳۶۸) و نرگس (رخشان بنی اعتماد ۱۳۷۱) مشارکت کرد.
مهارت، خلاقیت، حسن خلق و سابقه طولانی روبیک منصوری در سینما موجب شده بود که بسیاری از کارگردانان هم دوره اش و نسل متأخر جایگاه کارشناس و مشاور برای او قائل شوند و موقع همکاری با او اختیار کامل به وی بدهند

## در مقام آهنگسازی
- بایکوت (۱۳۶۴)
- طغیان (۱۳۶۴)
- شکار شکارچی (۱۳۶۳)
- استعاذه (۱۳۶۲)
- برادر کشی (۱۳۵۷)
- به دادم برس رفیق (۱۳۵۷)
- پرواز در قفس (۱۳۵۷)
- زخم خنجر رفیق (۱۳۵۷)
- سرنوشت سازان (۱۳۵۷)
- لبه تیغ (۱۳۵۷)
- مشت مرد (۱۳۵۷)
- نفس گیر (۱۳۵۷)
- خاکستری (۱۳۵۶)
- رفاقت (۱۳۵۶)
- سلام تهران (۱۳۵۶)
- شب آفتابی (۱۳۵۶)
- فریاد عشق (۱۳۵۶)
- کوچ (۱۳۵۶)
- هزار بار مردن (۱۳۵۶)
- یک اصفهانی در سرزمین هیتلر (۱۳۵۶)
- با هم ولی تنها (۱۳۵۵)
- پاکباخته (۱۳۵۵)
- پسرک (۱۳۵۵)
- پشمالو (۱۳۵۵)
- سه نفر روی خط (۱۳۵۵)
- سینه‌چاک (۱۳۵۵)
- عنتر و منتر (۱۳۵۵)
- گل خشخاش (۱۳۵۵)
- اخم نکن سرکار (۱۳۵۴)
- خداحافظ کوچولو (۱۳۵۴)
- دزد سوم (۱۳۵۴)
- رانده شده (۱۳۵۴)
- فراشباشی (۱۳۵۴)
- قرار بزرگ (۱۳۵۴)
- قسم (۱۳۵۴)
- کینه (۱۳۵۴)
- مرد شرقی و زن فرنگی (۱۳۵۴)
- مرد ناآرام (۱۳۵۴)
- پری خوشگله (۱۳۵۳)
- تشنه‌ها (۱۳۵۳)
- دروغگوی کوچولو (۱۳۵۳)
- شکست ناپذیر (۱۳۵۳)
- شوهر کرایه‌ای (۱۳۵۳)
- عروس پابرهنه (۱۳۵۳)
- فرار از بهشت (۱۳۵۳)
- مرغ همسایه (۱۳۵۳)
- مواظب کلات باش (۱۳۵۳)
- آقای جاهل (۱۳۵۲)
- اکبر دیلماج (۱۳۵۲)
- پریزاد (۱۳۵۲)
- خوشگذران (۱۳۵۲)
- در آخرین لحظه (۱۳۵۲)
- دل خودش می‌خواد (۱۳۵۲)
- زن باکره (۱۳۵۲)
- سالومه (۱۳۵۲)
- سراب (۱۳۵۲)
- فرزند شمشیر (۱۳۵۲)
- قصه شب (۱۳۵۲)
- کج کلاخان (۱۳۵۲)
- نامحرم (۱۳۵۲)
- آب نبات چوبی (۱۳۵۱)
- آبشار طلا (۱۳۵۱)
- اسیر (۱۳۵۱)
- اعجوبه‌ها (۱۳۵۱)
- سرزمین دلاوران (۱۳۵۱)
- صلاح الدین ایوبی (۱۳۵۱)
- عباسه و جعفر برمکی (۱۳۵۱)
- فاتح دل‌ها (۱۳۵۱)
- جاده (۱۳۵۱)
- فتانه (۱۳۵۱)
- مهدی مشکی و شلوارک داغ (۱۳۵۱)
- احساس داغ (۱۳۵۰)
- الکلی (۱۳۵۰)
- این گروه زبل (۱۳۵۰)
- برای که قلب‌ها می‌تپد (۱۳۵۰)
- خوشگل محله (۱۳۵۰)
- درختان ایستاده می‌میرند (۱۳۵۰)
- رسوای عشق (۱۳۵۰)
- رضا چلچله (۱۳۵۰)
- زن یکشنبه (۱۳۵۰)
- سه دلاور بی‌باک (۱۳۵۰)
- شوفر خوشگله (۱۳۵۰)
- کلبه‌ای آنسوی رودخانه (۱۳۵۰)
- مبارزه با شیطان (۱۳۵۰)
- ملا ممد جان (۱۳۵۰)
- یک خوشگل و هزار مشکل (۱۳۵۰)
- میوه گناه (۱۳۴۹)
- سکه شانس (۱۳۴۹)
- جدایی (۱۳۴۸)
- قیصر(۱۳۴۸)
- قصر زرین (۱۳۴۸)
- بسترهای جداگانه (۱۳۴۷)
- دزد سیاهپوش (۱۳۴۷)
- سه دیوانه (۱۳۴۷)
- کشتی نوح (۱۳۴۷)
- گرداب گناه (۱۳۴۷)
- گوهر شب چراغ (۱۳۴۶)
- مرد دو چهره (۱۳۴۶)
- نیم وجبی (۱۳۴۶)
- جهان پهلوان (۱۳۴۵)
- حاتم طائی (۱۳۴۵)
- داماد فراری (۱۳۴۵)
- رانندگان جهنم (۱۳۴۵)
- سه ناقلا در ژاپن (۱۳۴۵)
- شارلاتان (۱۳۴۵)
- شمسی پهلوان (۱۳۴۵)
- شوخی نکن دلخور می‌شم (۱۳۴۵)
- قفس طلائی (۱۳۴۵)
- قهرمان دهکده (۱۳۴۵)
- مومیایی (۱۳۴۵)
- میلیونر فراری (۱۳۴۵)
- نخاله قهرمان (۱۳۴۵)
- خوشگل خوشگلا (۱۳۴۴)
- زن و عروسک‌هایش (۱۳۴۴)
- سه کارآگاه خصوصی (۱۳۴۴)
- شیطون بلا (۱۳۴۴)
- قهرمان قهرمانان (۱۳۴۴)
- مراد و لاله (۱۳۴۴)
- مزد خونین (۱۳۴۴)
- مو طلایی شهر ما (۱۳۴۴)
- آقای قرن بیستم (۱۳۴۳)
- آلیش دختر کولی (۱۳۴۳)
- ترانه‌های روستائی (۱۳۴۳)
- زندگی دوزخی (۱۳۴۳)
- سه تفنگدار (۱۳۴۳)
- قانون زندگی (۱۳۴۳)
- مسیر رودخانه (۱۳۴۳)
- محکوم (۱۳۴۲)
- نابغه هفت‌ماهه (۱۳۴۲)
- در انتهای ظلمت (۱۳۴۱)
- ساحل دور نیست (۱۳۴۱)
- طلای سفید (۱۳۴۱)
- قربون خودم (۱۳۴۱)
- گذشت (۱۳۴۱)
- گرگ‌های گرسنه (۱۳۴۱)
- نصیب و قسمت (۱۳۴۱)
- در جستجوی داماد (۱۳۳۹)

## تنظیم موسیقی
- مریم و مانی (۱۳۵۷)
- حکم تیر (۱۳۵۶)
- کوسه جنوب (۱۳۵۶)
- همکلاس (۱۳۵۶)
- بیدار در شهر (۱۳۵۵)
- شوهر جونم عاشق شده (۱۳۵۵)
- کلک نزن خوشگله (۱۳۵۵)
- نقص فنی (۱۳۵۵)
- بابا خالدار (۱۳۵۴)
- ممل آمریکایی (۱۳۵۴)
- آقا رضای گل (۱۳۵۳)
- ترکمن (۱۳۵۳)
- بدکاران (۱۳۵۲)
- تیغ آفتاب (۱۳۵۲)
- خیالاتی (۱۳۵۲)
- قصه ماهان (۱۳۵۲)
- کی دسته گل به آب داده؟ (۱۳۵۲)
- ناخدا باخدا (۱۳۵۲)
- ظفر (۱۳۵۱)
- مطرب (۱۳۵۱)
- غم‌ها و شادی‌ها (۱۳۴۶)
- یک قدم تا بهشت (۱۳۴۵)
- نبرد غول‌ها (۱۳۴۴)
- بن‌بست (۱۳۴۳)

## انتخاب موسیقی
- مرگ گرگ‌ها (۱۳۶۴)
- پایگاه جهنمی (۱۳۶۳)
- مشت (۱۳۶۳)
- خاک و خون (۱۳۶۲)
- عبور از میدان مین (۱۳۶۲)
- بی نشان (۱۳۵۵)
- شوهر جونم عاشق شده (۱۳۵۵)
- گروگان (۱۳۵۳)
- مروارید (۱۳۵۲)
- بابا نان داد (۱۳۵۱)
- غریبه (۱۳۵۱)
- مطرب (۱۳۵۱)
- ببر مازندران (۱۳۴۷)
- شکار شوهر (۱۳۴۷)
- عشق قارون (۱۳۴۷)
- شمسی پهلوان (۱۳۴۵)
- عصیان (۱۳۴۵)
- انسان‌ها (۱۳۴۳)
- ترانه‌های روستائی (۱۳۴۳)
- شیطان در می‌زند (۱۳۴۳)
- جاده مرگ (۱۳۴۲)
- فرار (۱۳۴۲)
- وحشت (۱۳۴۲)
- عروس دهکده (۱۳۴۱)
- کلید (۱۳۴۱)

## در مقام صدابرداری
- سفر پرماجرا (۱۳۷۴)
- قرق (۱۳۷۰)
- مجنون (۱۳۶۹)
- بایکوت (۱۳۶۴)
- حاجی واشینگتن (۱۳۶۱)
- کوسه جنوب (۱۳۵۶)
- یک اصفهانی در سرزمین هیتلر (۱۳۵۶)
- شوهر جونم عاشق شده (۱۳۵۵)
- بزن بریم دزدی (۱۳۵۳)
- غریبه و مه (۱۳۵۳)
- مرغ همسایه (۱۳۵۳)
- مسافر (۱۳۵۳)
- خاک (۱۳۵۲)
- فرزند شمشیر (۱۳۵۲)
- نفرین (۱۳۵۲)
- بلوچ (۱۳۵۱)
- صادق کرده (۱۳۵۱)
- جهان پهلوان (۱۳۴۵)
- انسان‌ها (۱۳۴۳)
- جاده مرگ (۱۳۴۲)
- فریاد نیمه شب (۱۳۴۰)
- در جستجوی داماد (۱۳۳۹)

## تدوین‌گر
- بایکوت (۱۳۶۴)
- ممل آمریکایی (۱۳۵۴)
- بابا نان داد (۱۳۵۱)
- غلام ژاندارم (۱۳۵۰)
- بسترهای جداگانه (۱۳۴۷)